# Dictionnaire Infernal
Dictionnaire Infernal  (hrv. Pakleni rječnik) je francuska knjiga o demonologiji i okultizmu koju je napisao francuski okultist i demonolog Jacques Auguste Simon Collin de Plancy (1793. – 1881.) i prvi put izdao 1818. godine. Najpoznatije je šesto izdanje knjige iz 1863. godine koje je bogato ilustrirano znamenitim crtežima. Crteže je izradio Louis Le Breton (1818. – 1866.). Neki od tih crteža iskorišteni su i za ilustraciju Mathersovog izdanja knjige Goecija: Manji ključ kralja Salomona (1904.).

## O knjizi
U knjizi se, u formi enciklopedije navode i objašnjavaju abecednim redom brojni fenomeni i vjerovanja iz sfere magije, demonologije i općenito okultizma.
Prvo izdanje knjige  Dictionnaire Infernal tiskano je 1818. godine i postiglo je zapažen uspjeh kod čitatelja i osudu crkvenih krugova. Napisano je u skeptičnom tonu i iznosilo je te osuđivalo brojna praznovjerja iz područja narodnih vjerovanja i okultizma. Nakon što se autor Collin de Plancy preobratio na rimokatoličku vjeru, dao je prepraviti ranija izdanja svojih knjiga, uključujući i ovu te je tekst uskladio sa stavovima Rimokatoličke crkve, zbog čega u kasnijim izdanjima ne napada oštro brojne pojave iz sfere okultnog, već upozorava na zlo koje proizlazi iz tih fenomena.
Drugo izdanje je bilo objavljeno 1825. godine, nakon čega je uslijedilo treće (1844.), četvrto (1845.) i peto izdanje iz 1845. godine. Najpoznatije je šesto izdanje iz 1863. godine bogato ilustrirano crtežima Louisa Le Bretona. Tekst tog i nekih prethodnih izdanja izmijenjen je u odnosu na prvo izdanje.

## Popis demona
| 1. Abigor/Eligos 2. Abraksas 3. Adramelech 4. Aguares 5. Alastor 6. Alocer 7. Amduscias 8. Amon 9. Andras 10. Asmodee 11. Astaroth 12. Azazel 13. Bael 14. Balan 15. Barbatos 16. Behemoth 17. Belphegor 18. Belzebuth 19. Berith 20. Bhairava 21. Buer 22. Caacrinolaas 23. Cali | 24. Caym 25. Cerbere 26. Deumus 27. Eurynome 28. Flaga 29. Flavros 30. Forcas 31. Furfur 32. Ganga-Gramma 33. Garuda 34. Guayota 35. Gomory 36. Haborym 37. Ipes 38. Lamija 39. Lechies 40. Leonard 41. Lucifer 42. Malphas 43. Mammon 44. Marchosias 45. Melchom 46. Moloch | 47. Nickar 48. Nybbas 49. Orobas 50. Paimon 51. Picollus 52. Pruflas 53. Rahovart 54. Ribesal 55. Ronwe 56. Scox 57. Stolas 58. Tap 59. Torngarsuk 60. Ukobach 61. Volac 62. Wall 63. Xaphan 64. Yan-gant-y-tan 65. Zaebos |

## Galerija
- Agares
- Amon
- Adramelech
- Andras
- Asmodej
- Astarot
- Azazel
- Bael
- Balan
- Barbatos
- Behemoth
- Belfegor
- Belzebub
- Bhairava
- Buer
- Camio u obliku ptice
- Camio u obliku čovjeka
- Deumus
- Furfur
- Ganga-Gramma
- Garuda
- Lamija
- Leonard
- Lucifer
- Mammon
- Marchosias
- Moloch
- Orobas
- Paimon
- Pruflas
- Ronove
- Stolas
- Ukobach
- Volac
- Zaebos